# Jean Troillet
Pour les articles homonymes, voir Troillet (homonymie).
 (décembre 2018).
Jean Troillet (né le 10 mars 1948 à Orsières en Suisse) est un alpiniste, guide de haute montagne, photographe et marin de nationalités suisse et canadienne.
En 1997, il a été le premier homme à descendre la face nord du mont Everest en snowboard.

## Biographie
Jean Troillet est né le 10 mars 1948, à Orsières et domicilié à La Fouly en Valais, en Suisse.
De nationalités suisse et canadienne, il obtient son brevet de guide de montagne en 1969. Il compte à son actif dix sommets de plus de 8 000 mètres, tous vaincus en style alpin[réf. souhaitée].
Jean Troillet détient avec Erhard Loretan le record de vitesse de l'ascension de l'Everest en 1986 par la face nord : 43 heures, aller et retour. Il détient de nombreux autres records[Lesquels ?][réf. nécessaire]. En 1997, il était le premier homme à descendre la face nord de l'Everest en snowboard bien qu'il ne soit pas descendu depuis le sommet.
Guide de montagne, marin, il a été l'équipier de Laurent Bourgnon sur le trimaran Primagaz.
Photographe pour la revue Animan et guide de ski héliporté, il a partagé plusieurs aventures avec Mike Horn dont une tentative de la traversée du Groenland et l'ascension des Gasherbrum I et II au Pakistan.

## Les «8 000» de Jean Troillet
- K2, 8 611 m.
- Dhaulagiri, 8 167 m.
- Everest, 8 849 m.
- Cho Oyu, 8 201 m.
- Shishapangma, 8 046 m.
- Makalu, 8 463 m.
- Lhotse, 8 516 m.
- Kangchenjunga, 8 586 m.
- Gasherbrum I, 8 068 m.
- Gasherbrum II, 8 035 m.

### Filmographie
- Jean Troillet, toujours aventurier, film documentaire de Sébastien Devrient, sortie en suisse romande le 12 mai 2016